# Carthamus
 Carthamus  L., 1754 è un genere di piante angiosperme dicotiledoni appartenenti alla famiglia delle Asteraceae, dall'aspetto di erbacee spinose annuali. Carthamus è anche l'unico genere del gruppo tassonomico informale Carthamus Group.

## Etimologia
Il nome del genere deriva da un termine arabo: "quartom", "qurtum" o "qurtom" (= zafferano) e si riferisce al colore giallo dei fiori delle piante di questo gruppo e al concetto in generale di “tingere” derivato da alcune caratteristiche delle sue specie.

Il nome scientifico di questo genere è stato proposto da Carl von Linné (1707 – 1778) biologo e scrittore svedese, considerato il padre della moderna classificazione scientifica degli organismi viventi, nella pubblicazione "Species Plantarum" del 1753. In realtà il primo naturalista a denominare questo genere è stato il botanico francese Joseph Pitton de Tournefort (1656 – 1708).

## Descrizione

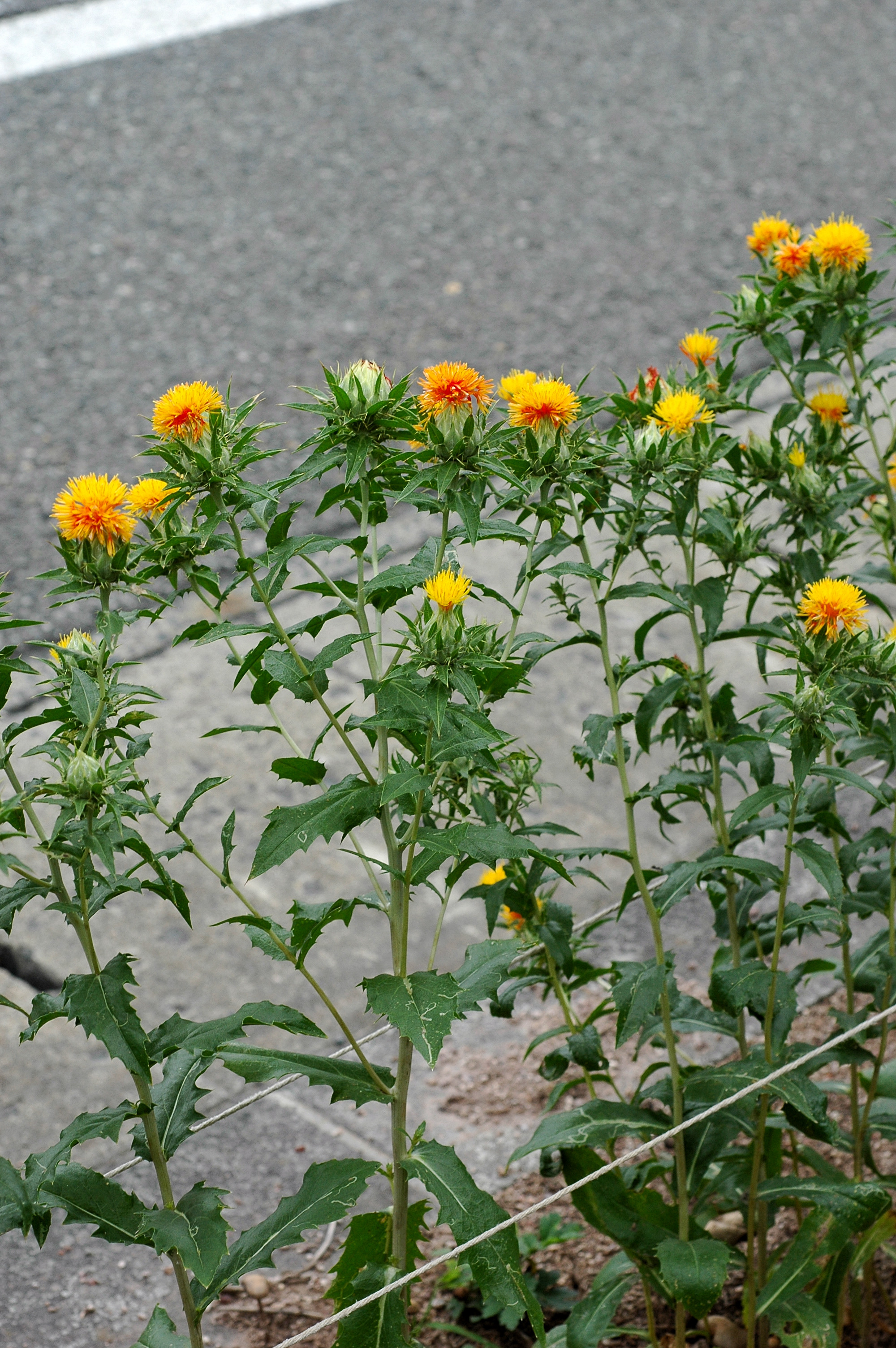
Carthamus tinctorius
Il portamento

I dati morfologici si riferiscono soprattutto alle specie europee e in particolare a quelle spontanee italiane.

Le specie di questo genere sono piante annuali spinose o anche sparsamente papillose-pelose, qualche volta un po' vischiose-granulose a portamento tipicamente erbaceo. Le altezze raramente superano 1,8 metri.

### Fusto

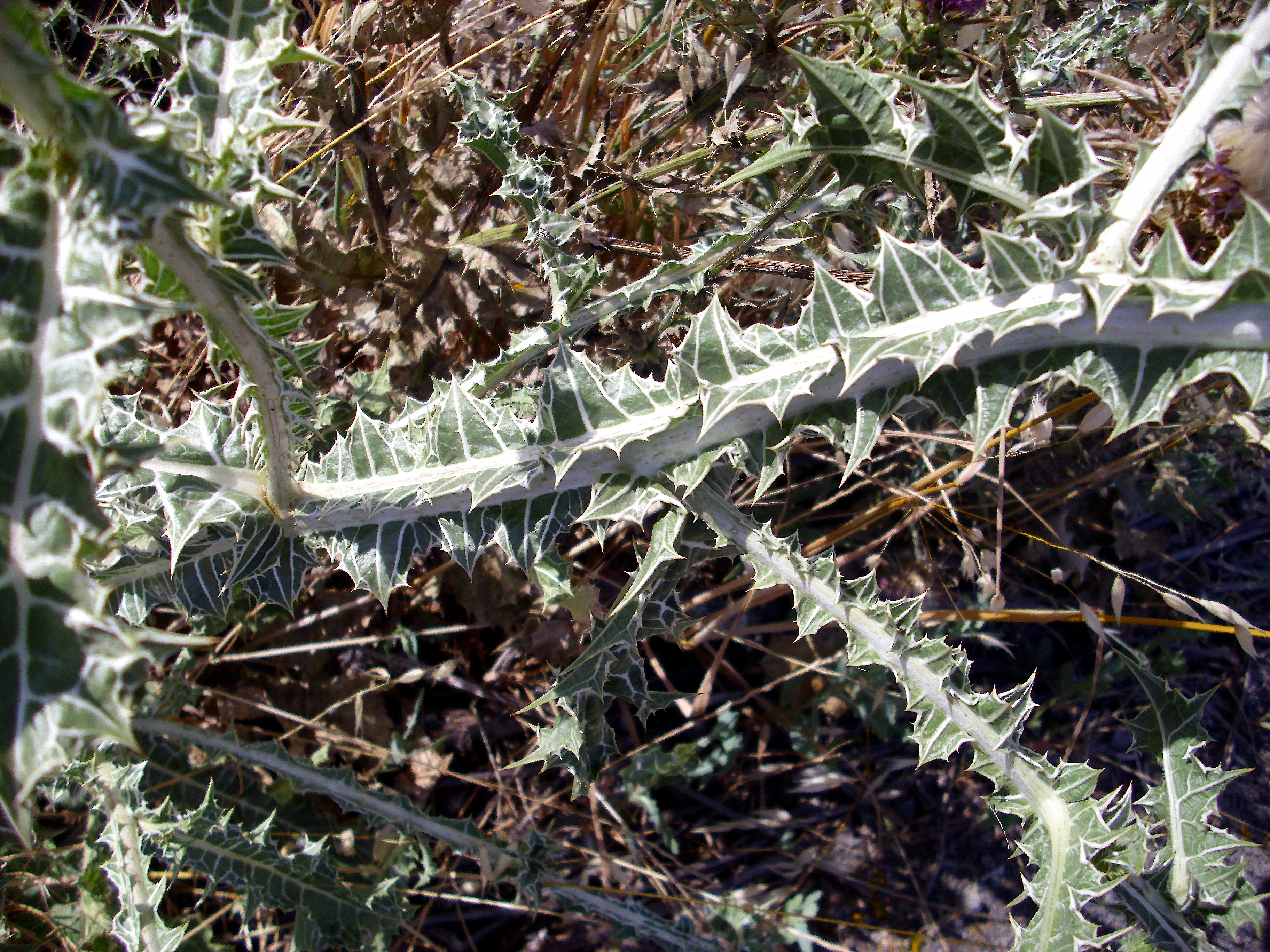
Carthamus lanatus
I fusto alato

I fusti sono a portamento eretto e sono mediamente ramosi; il colore normalmente è verde.

### Foglie
Possono essere presenti delle rosette basali. La lamina ha generalmente un contorno pennato con segmenti spinati oppure intera (ovalo- lanceolata). Le foglie inferiori sono picciolate (a volte alate). Le foglie superiori (amplessicauli) spesso si confondono con le brattee dell'involucro. La superficie è profondamente venata. La consistenza può essere cartilaginea.

### Infiorescenza

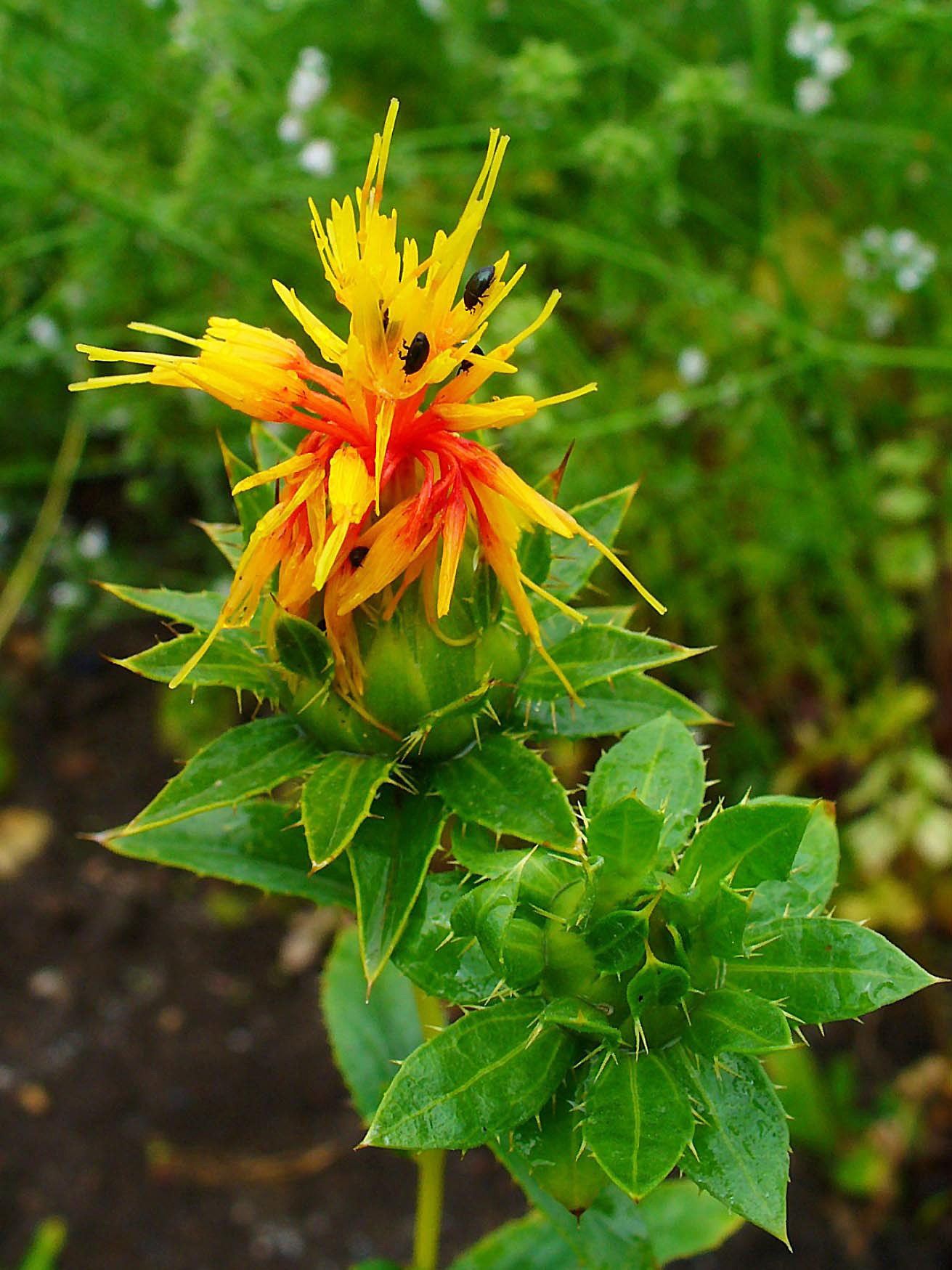
Carthamus tinctorius
L'infiorescenza

Le infiorescenze sono composte da capolini terminali e solitari o in lasse formazioni corimbose. I capolini sono formati da un involucro ovoidale composto da diverse brattee (o squame) disposte in modo embricato all'interno delle quali un ricettacolo fa da base ai fiori. Gli involucri spesso sono circondati da alcune brattee fogliose spinate. Le squame in genere sono spinose; la forma e intera (da lineare a ovata) e sono disposte su 4 – 5 serie; a volte sono presenti delle appendici apicali erbacee. Il ricettacolo per lo più setoloso può essere da convesso a conico e privo di pagliette a protezione della base dei fiori. I fiori per capolino sono da 15 a 60.

### Fiori
I fiori sono tutti del tipo tubuloso (il tipo ligulato, i fiori del raggio, presente nella maggioranza delle Asteraceae, qui è assente), sono tetra-ciclici (sono presenti 4 verticilli: calice – corolla – androceo – gineceo) e pentameri (ogni verticillo ha 5 elementi).
- Formula fiorale:

- /x K {\displaystyle \infty }, [C (5), A (5)], G 2 (infero), achenio

- Calice: i sepali del Calice sono ridotti ad una coroncina di squame.
- Corolla: la corolla è tubulosa con un tubo molto sottile, la gola si apre bruscamente (o anche gradualmente) verso l'esterno con 5 lacinie lineari terminali ed è colorata da rosa a giallo-chiaro (raramente aranciata) oppure azzurra; la lacinie della corolla possono essere papillose.
- Androceo: gli stami sono 5 con filamenti liberi, mentre le antere sono saldate in un manicotto (o tubo) circondante lo stilo. Le basi delle antere hanno una coda corta e appendici apicali allungate.
- Gineceo: gli stigmi dello stilo sono due divergenti; l'ovario è infero uniloculare formato da 2 carpelli. Lo stilo ha dei nodi basali leggermente rigonfi e pelosi.

### Frutti
I frutti sono degli acheni con pappo. Gli acheni sono fortemente dimorfi: quelli esterni sono privi di pappo, piccoli a forma da oblunga a obconica con superficie rugosa e sezione a 4 angoli; quelli interni sono provvisti di pappo, più grandi a forma da oblunga a obconica con superficie quasi liscia. Il pappo è persistente e doppio, formato da due anelli di ampie scaglie.

## Biologia
- Impollinazione: l'impollinazione avviene tramite insetti (impollinazione entomogama).
- Riproduzione: la fecondazione avviene fondamentalmente tramite l'impollinazione dei fiori (vedi sopra).
- Dispersione: i semi cadendo a terra (dopo essere stati trasportati per alcuni metri dal vento per merito del pappo – disseminazione anemocora) sono successivamente dispersi soprattutto da insetti tipo formiche (disseminazione mirmecoria).

## Distribuzione e habitat
Le aree a maggiore distribuzione sono l'Iran, il Caucaso e le regioni dal Mediterraneo orientale all'Asia centrale. Alcune specie sono naturalizzate in America del Nord, America del Sud e Australia.

## Tassonomia
La famiglia di appartenenza di questa voce (Asteraceae o Compositae, nomen conservandum) probabilmente originaria del Sud America, è la più numerosa del mondo vegetale, comprende oltre 23.000 specie distribuite su 1.535 generi, oppure 22.750 specie e 1.530 generi secondo altre fonti (una delle checklist più aggiornata elenca fino a 1.679 generi). La famiglia attualmente (2021) è divisa in 16 sottofamiglie.
La tribù Cardueae (della sottofamiglia Carduoideae) a sua volta è suddivisa in 12 sottotribù (la sottotribù Centaureinae è una di queste).

### Filogenesi
La classificazione della sottotribù Centaureinae rimane ancora problematica e piena di incertezze. Il genere di questa voce è inserito nel gruppo tassonomico informale "Carthamus Group". La posizione filogenetica di questo gruppo nell'ambito della sottotribù è vicina al "core" della sottotribù e dagli ultimi studi risulta essere più o meno il "gruppo fratello" del genere Centaurea (Centaurea Group).

Il genere Carthamus, con 45 specie, è a capo del gruppo Carthamus Goup Lopez Gonzalez, 1990 Questo gruppo è caratterizzato da un habitus erbaceo (raramente arbustivo) con cicli biologici annuali o perenni; la maggior parte delle specie sono ricoperte di spine; le foglie hanno una lamina a contorno pennato (raramente sono intere); i capolini sono omogami; gli acheni hanno delle forme compresse con superficie molto dura è spesso glabra; qualche volta gli acheni sono dimorfi; il pappo è doppio, persistente e qualche volta connato in un anello basale.

Il gruppo "Carthamus Group" fa parte dei taxa maggiormente nidificati della sottotribù insieme ai gruppi Centaurea e Cocodylium anche se la presenza delle spine è un carattere più vicino alla tribù Cardueae che non alla sottotribù Centaureinae. Tuttavia la posizione di questo complesso nella sottotribù ora non è più in discussione (la presenza delle spine in questo gruppo può essere facilmente attribuito ad un adattamento secondario in difesa dei predatori). La distribuzione del gruppo è soprattutto mediterranea.

Il gruppo inizialmente comprendeva 4 generi (oltre a Carthamus): Carduncellus Adans., Femeniasia Susanna e  Phonus Hill. Tutti questi generi in seguito sono stati assorbiti dal genere Carthamus. In alcune checklist il gruppo è anche chiamato "Carthamus - Carduncellus Group".

Da notare che la sezione Atractylis (del genere di questa voce) è caratterizzata da erbacce ampiamente distribuite nel Mediterraneo e introdotte in Australia, California e Cile. La specie più importante del genere è Carthamus tinctorius L. è spesso coltivata per il suo olio colorante (sostituto del zafferano) oppure come pianta ornamentale.
Carthamus è simile al genere Centaurea, ma differisce per la spinosità delle piante, per le foglie superiori che avvolgono il capolino e progressivamente ridotte nelle brattee involucrali, per i fiori tutti tubulosi, il ricettacolo setoloso e il pappo formato da brattee lineari.
Il numero cromosomico delle specie del genere varia da 2n = 20 a 2n = 64.

### Specie spontanee italiane
In Italia sono considerate presenti le seguenti specie:
- Carthamus caeruleus L.
- Carthamus carduncellus L.
- Carthamus creticus L.
- Carthamus dentatus Vahl.
- Carthamus lanatus L.
- Carthamus pinnatus Desf.
- Carthamus tinctorius L.

#### Visione sinottica del genere
Per meglio comprendere ed individuare le specie del genere Carthamus (solamente quelle della flora italiana), l’elenco seguente utilizza in parte il sistema delle chiavi analitiche (vengono cioè indicate solamente quelle caratteristiche utili a distingue un taxon dall'altro):
- 1A: il colore della corolla è azzurra;

- 2A: il fusto è alto da 20 a 60 cm; i capolini sono ben visibili;

Carthamus caeruleus L. - Cardoncello azzurro: l'altezza massima della pianta è di 2 - 6 dm; il ciclo biologico è perenne; la forma biologica è emicriptofita scaposa (H scap); il tipo corologico è Sud Mediterraneo; l'habitat tipico sono i pascoli aridi, gli incolti, le siepi e le vie; in Italia è una specie rara e si trova al Centro e al Sud fino ad una quota di 1.200 m s.l.m..
- 2B: il fusto è alto da 3 - 5 cm; i capolini sono nascosti da brattee fogliacee;

Carthamus carduncellus L. - Cardoncello provenzale: i segmenti delle foglie sono lineari; l'achenio è piccolo (5 mm). L'altezza massima della pianta è di 3 - 20 cm; il ciclo biologico è annuo; la forma biologica è emicriptofita rosulata (H ros); il tipo corologico è Nord Ovest Mediterraneo; l'habitat tipico sono le garighe e i pascoli aridi; in Italia è una specie rara e si trova all'estremo Nord-Est ad una quota di 1.100 m s.l.m..
Carthamus pinnatus Desf.  - Cardoncello siciliano: i segmenti delle foglie sono lanceolati; l'achenio è grande (7 mm). L'altezza massima della pianta è di 3 - 5 cm; il ciclo biologico è annuo; la forma biologica è emicriptofita rosulata (H ros); il tipo corologico è Sud Ovest Mediterraneo; l'habitat tipico sono le garighe, i pascoli e gli incolti; in Italia è una specie comune e si trova solo in Sicilia fino ad una quota di 1.400 m s.l.m..
- 1B: il colore della corolla è giallo-arancio-rosso;

- 3A: i fusti sono glabri; le lamine delle foglie sono intere; la corolla è pelosa; il pappo è più o meno assente;

Carthamus tinctorius L. - Zafferanone coltivato: l'altezza massima della pianta è di 1 - 6 dm; il ciclo biologico è annuo; la forma biologica è terofita scaposa (T scap); il tipo corologico è Asiatico Temperato; l'habitat tipico sono gli incolti e lungo le vie; in Italia si trova al Nord e al Centro fino ad una quota di 600 m s.l.m..
- 3B: i fusti sono pubescenti-ragnatelosi; le lamine delle foglie sono pennato-partite; la corolla è papillosa; il pappo è sviluppato normalmente;

Carthamus dentatus Vahl.  - Zafferanone dentato: il pappo è molto più lungo dell'achenio (almeno tre volte). L'altezza massima della pianta è di 1 - 6 dm; il ciclo biologico è annuo; la forma biologica è terofita scaposa (T scap); l'habitat tipico sono gli incolti; in Italia è molto rara e si trova in Sicilia.
- Aggregato di C. lanatus: il pappo può essere lungo il doppio dell'achenio;

Carthamus lanatus L. - Zafferanone selvatico: le foglie cauline hanno delle spine inserite ad angolo acuto; il colore della corolla è giallo intenso; le brattee involucrali esterne non sono molto più lunghe di quelle medie; le antere sono colorate di giallo. L'altezza massima della pianta è di 3 - 6 dm; il ciclo biologico è annuo; la forma biologica è terofita scaposa (T scap); il tipo corologico è Euri-Mediterraneo; l'habitat tipico sono gli incolti aridi, gli oliveti e le vigne su argilla; in Italia è comune su tutto il territorio fino ad una quota di 1.300 m s.l.m..
Carthamus creticus L.: le foglie cauline hanno delle spine inserite ad angolo retto; il colore della corolla è giallo pallido o è biancastro; le brattee involucrali esterne sono molto più lunghe di quelle medie; le antere sono colorate di bianco con striature violette. L'altezza massima della pianta è di 3 - 6 dm; il ciclo biologico è annuo; la forma biologica è terofita scaposa (T scap); il tipo corologico è Centro-Mediterraneo; l'habitat tipico sono gli incolti aridi, gli oliveti e le vigne su argilla; in Italia è raro e si trova in Sicilia (e isole).

### Specie europee
In Europa e nell'area mediterranea sono presenti le seguenti specie:
- Carthamus arborescens L., 1753 - Distribuzione: Spagna, Marocco e Algeria.
- Carthamus atractyloides (Pomel) Greuter, 2003 - Distribuzione: Marocco e Algeria.
- Carthamus balearicus (J. J. Rodr.) Greuter, 2003 - Distribuzione: Isole Baleari.
- Carthamus boissieri Halácsy, 1899 - Distribuzione: Grecia.
- Carthamus caeruleus L., 1753 - Distribuzione: area mediterranea dal Marocco all'Anatolia.
- Carthamus calvus (Boiss. & Reut.) Batt., 1889 - Distribuzione: Marocco, Algeria e Tunisia.
- Carthamus carduncellus L., 1753 - Distribuzione: Italia (?), Francia e Spagna.
- Carthamus carthamoides (Pomel) Batt., 1889 - Distribuzione: Marocco e Algeria.
- Carthamus catrouxii (Maire) Greuter, 2003 - Distribuzione: Marocco.
- Carthamus cespitosus (Batt.) Greuter, 2003 - Distribuzione: Marocco e Algeria.
- Carthamus chouletteanus (Pomel) Greuter, 2003 - Distribuzione: Algeria.
- Carthamus creticus L., 1763 - Distribuzione: area mediterranea dal Marocco all'Anatolia.
- Carthamus dentatus (Forssk.) Vahl, 1790 - Distribuzione: Italia, Penisola Balcanica (parte meridionale), Anatolia, Giordania, Libano e Siria.
- Carthamus dianius (Webb) Coincy - Distribuzione: Spagna.
- Carthamus duvauxii (Batt. & Trab.) Prain, 1908 - Distribuzione: Marocco e Algeria.
- Carthamus eriocephalus (Boiss.) Greuter, 2003 - Distribuzione: parte africana del Mediterraneo.
- Carthamus fruticosus Maire, 1926 - Distribuzione: Marocco.
- Carthamus glaucus M. Bieb., 1798 - Distribuzione: parte orientale del Mediterraneo e Europa orientale.
- Carthamus gypsicola Iljin, 1932 - Distribuzione: Azerbaigian e Armenia.
- Carthamus helenioides Desf., 1799 - Distribuzione: Marocco e Algeria.
- Carthamus hispanicus (DC.) Sch. Bip., 1846 - Distribuzione: Spagna.
- Carthamus lanatus L., 1753 - Distribuzione: Europa e Africa mediterranea.
- Carthamus leucocaulos Sm., 1813 - Distribuzione: Grecia.
- Carthamus mareoticus Delile, 1813 - Distribuzione: Libia e Egitto.
- Carthamus matritensis (Pau) Greuter, 2003 - Distribuzione: Spagna.
- Carthamus mitissimus L., 1753 - Distribuzione: Spagna e Francia.
- Carthamus multifidus Desf., 1799 - Distribuzione: Marocco, Algeria e Tunisia.
- Carthamus nitidus Boiss., 1875 - Distribuzione: coste orientali del Mediterraneo.
- Carthamus oxyacantha M. Bieb., 1798 - Distribuzione: Transcaucasia e Siria.
- Carthamus pectinatus Desf., 1799 - Distribuzione: Marocco e Algeria.
- Carthamus persicus Willd., 1803 - Distribuzione: Mediterraneo asiatico.
- Carthamus pinnatus Desf., 1799 - Distribuzione: Italia e parte occidentale del Mediterraneo africano.
- Carthamus plumosus (Pomel) Greuter, 2003 - Distribuzione: Algeria e Tunisia.
- Carthamus pomelianus (Batt.) Prain 1908 - Distribuzione: Marocco e Algeria.
- Carthamus reboudianus (Batt.) Prain, 1908 - Distribuzione: Marocco e Algeria.
- Carthamus rechingeri P. H. Davis, 1953 - Distribuzione: Creta.
- Carthamus rhaponticoides (Pomel) Greuter, 2003 - Distribuzione: Marocco e Algeria.
- Carthamus rhiphaeus Font Quer & Pau, 1928 - Distribuzione: Marocco.
- Carthamus strictus (Pomel) Batt., 1889 - Distribuzione: Algeria.
- Carthamus tamamschjanae Gabrieljan, 1937 - Distribuzione: Armenia
- Carthamus tenuis (Boiss. & Blanche) Bornm., 1889 - Distribuzione: coste orientali del Mediterraneo.
- Carthamus tinctorius L., 1753 - Distribuzione: Europa e Africa mediterranea (per lo più specie naturalizzata e/o coltivata)
- Carthamus turkestanicus  Popov, 1941 - Distribuzione: Armenia

### Sinonimi
L'entità di questa voce ha avuto nel tempo diverse nomenclature. L'elenco seguente indica alcuni tra i sinonimi più frequenti:
- Carduncellus Adans.
- Carthamoides  Vaill.
- Carthamus sect. Eucarthamus  Baill.
- Durandoa  Pomel
- Femeniasia  Susanna
- Kentrophyllum Neck. ex DC.
- Lamottea  Pomel
- Phonus  Hill

## Altre notizie
Le piante di questo genere sono conosciute fin dalla antichità. Il nome infatti ha una origine semitica ed è nato da una allusione al concetto di tingere (alcune specie producono un olio colorante utilizzato nella tintura di tessuti). I primi utilizzi di queste piante in Europa si hanno per scopi ornamentali: risale al 1551 le prime notizie dell'impiego di  Carthamus tinctorius L. nel giardinaggio, seguito dalla specie Carthamus arborescens L. nel 1731. Nel cartamo sono presenti due sostanze coloranti: una di colore giallo solubile in acqua ed una di colore rosso solubile nell'alcool. Quest'ultima sostanza nell'antichità veniva usata per la fabbricazione di un rossetto per donne.